# Бьолан, Олаф
Олаф Бьолан (норв. Olav Bjaaland, 5 марта 1873 — 8 июня 1961) — норвежский чемпион в лыжных видах спорта, путешественник, один из пяти человек, который достиг Южного полюса в составе экспедиции Руаля Амундсена.

## Биография
Олаф Бьолан родился в деревне Моргедаль, в норвежской губернии Телемарк. На рубеже XIX—XX веков Бьолан вместе с братьями Турьюсом и Миккьелем Хеммествейтами были одними из лучших горнолыжников в Норвегии. В 1902 году он победил в лыжном двоеборье на лыжном фестивале в Хольменколлене, что и по сей день является классическим результатом в северных дисциплинах. В 1909 году Бьолан вместе с пятью другими спортсменами был приглашён во Францию для соревнований с лучшими лыжниками Европы.
В 1910 г. вошёл в состав экспедиции Руала Амундсена к Южному полюсу. Ещё в период зимовки выяснилось, что антарктический ледник очень ровный, поэтому Бьолан, как опытный плотник, произвёл реконструкцию саней. (Построенные в Норвегии, они предназначались для любой формы поверхности, но при исключительной прочности и надёжности весили более 80 кг.) Бьолан сумел довести собственный вес саней до 20 кг, и за весь 3000-км маршрут не произошло ни одной поломки.
Во время похода к Южному полюсу исполнял обязанности каюра. В 1912 г. был награждён памятной Медалью Южного полюса и удостоен Holmenkollen medal — высшей наградой лыжнику.
Бьолан отказался участвовать в следующей экспедиции Амундсена, и вернулся в Телемарк. Гонорары за участие в экспедиции, а также средства, одолженные Амундсеном, позволили ему открыть фирму по производству лыж, и добиться успеха и на этом поприще.
В 1952 г. Бьолан зажигал олимпийский огонь на церемонии открытия VI зимних Олимпийских игр. Скончался в возрасте 88 лет, пережив всех участников покорения Южного полюса.